# Norra Böle

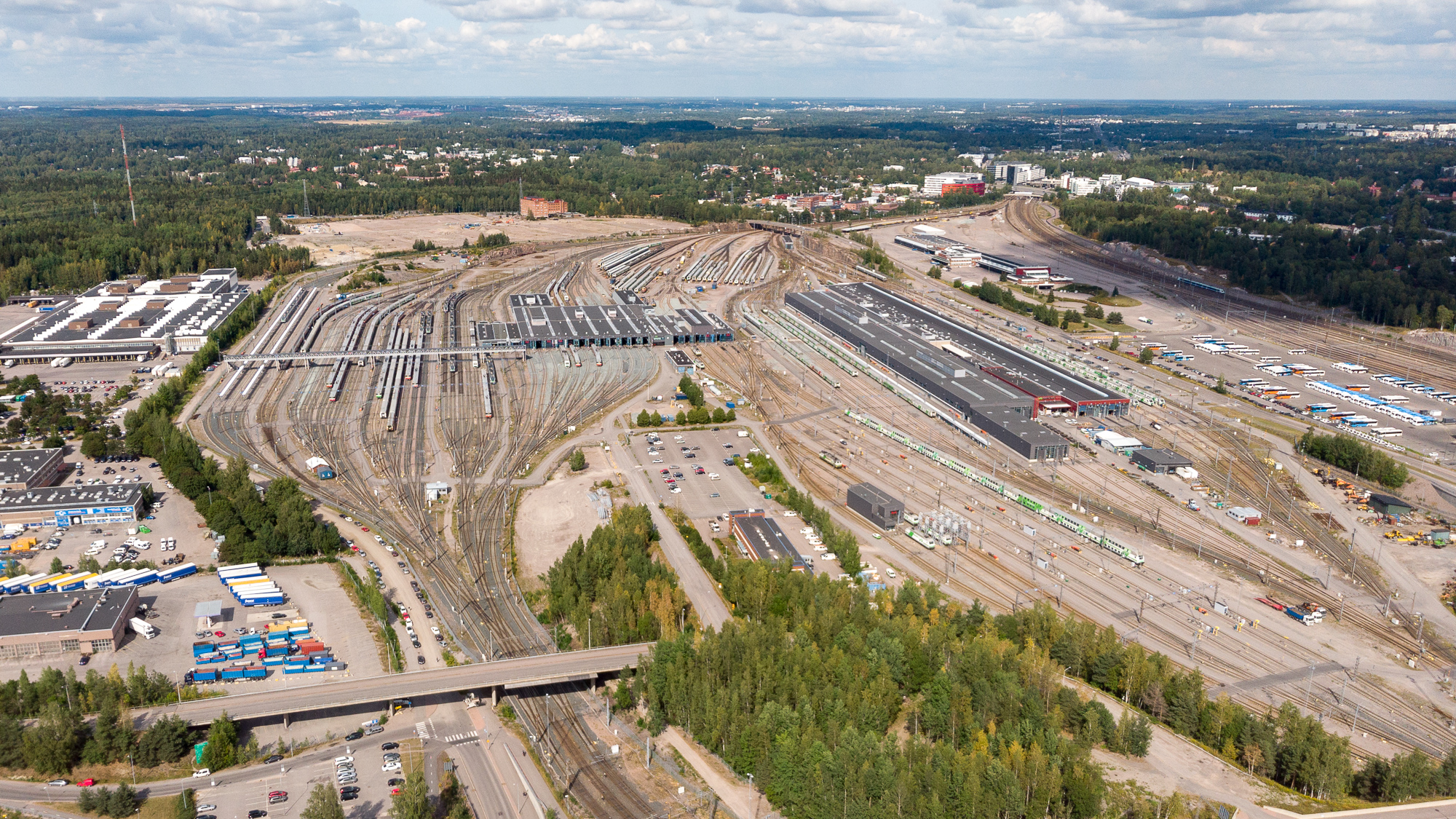
Ilmala järnvägsdepå.

Norra Böle (finska Pohjois-Pasila) är en del av Böle distrikt i Helsingfors stad (det norra rödfärgade området på kartan).
Norra Böle saknar invånare och största delen av det två kvadratkilometer stora området upptas av Ilmala järnvägsdepå, som ligger i korsningen mellan Stambanan och Kustbanan. Väster om depåområdet finns flera logistikcentraler, bland annat Posten Finlands kontor och logistik.